# Krzysztof Margol

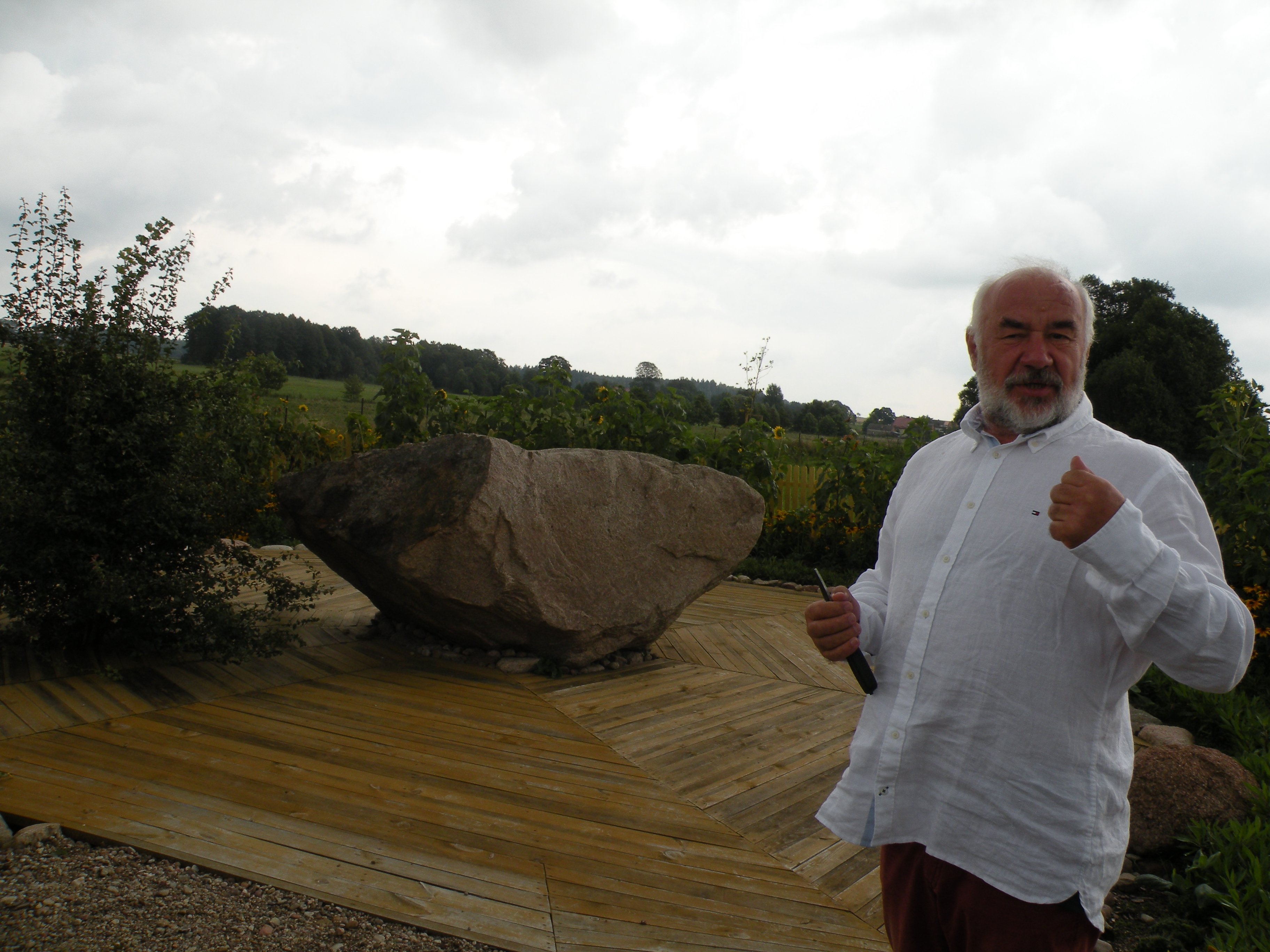
Krzysztof Margol, Rajskie Ogrody w Garncarskiej Wiosce w Kamionce koło Nidzicy (16 sierpnia 2014)

Krzysztof Margol (ur. 1957) – polski działacz społeczny, pedagog i samorządowiec, były burmistrz Nidzicy, współzałożyciel i prezes zarządu Nidzickiej Fundacji Rozwoju "Nida".

## Życiorys
Pochodzi spod Biłgoraja, ukończył studia pedagogiczne w Tarnowie, w trakcie których poznał swoją żonę Barbarę. Pracował jako wychowawca przedszkolny (a później dyrektor) w Waplewie i Janowcu Kościelnym, zajmował się także produkcją i sprzedażą wyrobów hafciarskich. W latach 80. wraz z żoną zaangażował się w lokalną działalność społeczną, organizując m.in. spartakiady dla dzieci czy akcję na rzecz budowy toalet w wiejskich szkołach. Po przemianach politycznych i utworzeniu samorządu terytorialnego rada miejska w 1990 powołała go na urząd burmistrza Nidzicy, którą to funkcję pełnił przez cztery lata.
W 1994 nie ubiegał się o reelekcję. W tym samym roku wraz z lokalnym przedsiębiorcami utworzył Nidzicką Fundację Rozwoju "Nida", w której objął stanowisko prezesa zarządu. Organizacja ta zaczęła działalność na obszarze o znacznym bezrobociu wynikającym m.in. z upadku PGR-ów. Przyczyniła się do powołania pierwszego w Polsce funduszu poręczeń kredytowych dla przedsiębiorców tworzących nowe miejsca pracy, zorganizowała system pozyskiwania mikro pożyczek. Fundacja zainicjowała m.in. powstanie Nidzickiego Funduszu Lokalnego (stowarzyszenia charytatywnego, na czele którego stanęła Barbara Margol) i utworzenie Garncarskiej Wioski w Kamionce. Kierowana nieprzerwanie przez Krzysztofa Margola instytucja swoim wsparciem objęła kilkadziesiąt tysięcy osób, na obszarze województwa warmińsko-mazurskiego. Dwukrotnie fundacja była nagradzana w Konkursie na Najlepszą Inicjatywę Obywatelską "Pro Publico Bono", w 2008 otrzymała nagrodę główną. Rozszerzając prowadzoną działalność społeczną, Krzysztof Margol współtworzył i wchodził w skład zarządu Krajowego Stowarzyszenia Funduszy Poręczeniowych. Wstąpił też do Międzynarodowego Stowarzyszenia Innowatorów Społecznych Ashoka.
W 2009 w plebiscycie tygodnika "Newsweek Polska" Krzysztof i Barbara Margol zostali uhonorowani tytułami "Społeczników Roku", a w 2011 prezydent Bronisław Komorowski odznaczył ich Krzyżami Oficerskimi Orderu Odrodzenia Polski.